# Будимља (Полимље)
Будимља је била српска средњовековна жупа, која је обухватала Горње Полимље, односно област у горњем сливу реке Лима. Будимљанска жупа је била једна од матичних области средњовековне Србије. Почетком 13. века, баштинске поседе у будимљанској области је имао жупан Стефан Првослав, синовац српског великог жупана Стефана Немање, који је у средишту ове жупе подигао знаменити манастир Ђурђеви ступови (будимљански). Након добијања црквене аутокефалности 1219. године, први српски архиепископ Сава је приликом оснивања нових епархија у српским земљама одабрао управо поменути манастир у жупи Будимљи, одредивши га за средиште новоустановљене Будимљанске епархије. Када је 1346. године извршено проглашење Српске патријаршије, будимљански епископи су добили почасни наслов митрополита. Крајем 14. и почетком 15. века, жупа Будимља се налазила у саставу Земље Бранковића, а потом је припадала Српској деспотовини, све до турског освајања средином 15. века.